# نبتة بوسيدون الجنوبية
نبتة بوسيدون الجنوبية (الاسم العلمي: Posidonia australis) هي نوع من نباتات تتبع جنس نبتة بوسيدون من الفصيلة البوسيدونية.